# Главы Донецка
Название должности градоначальника Юзовки/Сталино/Донецка менялось. Она в разное время называлась: «председатель Юзовского Совета», «голова Юзовской городской управы», «городской голова», «председатель городского Совета», «председатель исполкома городского Совета».
С 1920 по 1925 год городским Советом управлял президиум окружного исполкома. С 1925 по 1937 год городом руководили председатели городского Совета. С 1937 года должность называется председатель исполкома городского Совета. Во время оккупации Донецка в 1941—1943 годах городом управляла оккупационная городская управа. В 1943 город был освобождён и с 1945 по 1990 год городом руководили председатели исполкома городского Совета.
Городом в разное время руководили:

## Советский период (1917—1991)

### Революция и Гражданская война (1917—1922)
| Портрет                 | Имя                          | Название должности                  | Даты руководства                |
| ----------------------- | ---------------------------- | ----------------------------------- | ------------------------------- |
|                         | Косенко Константин Андреевич | председатель Юзовского Совета       | март 1917 —                     |
|                         | Анатолий Мышкин (меньшевик)  | председатель Совета и ревкома       | октябрь-ноябрь 1917             |
|                         | Иейте, Семён Львович         | голова Юзовской городской управы    | сентябрь 1917 — декабрь 1917    |
|                         | Алферов Павел Александрович  | председатель Совета Юзовки          | март-апрель 1918                |
| Залмаев Яков Васильевич | Залмаев Яков Васильевич      | председатель Юзовского Совета       | ноябрь 1917 — март 1918         |
|                         | Бартагов Иван Васильевич     | городской голова                    | декабрь 1917 — декабрь 1918     |
|                         | Берви Василий Васильевич     | городской голова                    | декабрь 1918 — март 1919        |
|                         | Федор Иванович Зайцев        | председатель ревкома                | Октябрь-декабрь 1918; май 1919. |
|                         | Богомолов Яков Максимович    |                                     | июнь 1919 — декабрь 1919        |
|                         | Иосиф Григорьевич Жуковский  | председатель ревкома                | с 6 января 1920.                |
|                         | Иван Петрович Лагутенко      | председатель ревкома                | в 1920 году                     |
|                         | Шкадинов Николай Иванович    | председатель Юзовского горисполкома | до 1923                         |
|                         |                              | президиум окружного исполкома       | 1920-1925                       |

### Межвоенный период (1925—1941)
| Председатель городского Совета           | Председатель городского Совета | Председатель городского Совета | Председатель городского Совета | Председатель городского Совета | Председатель городского Совета | Председатель городского Совета |
| №                                        | Имя (род-ум)                   | Портрет                        | Поступил на должность          | Покинул должность              | Партия                         |                                |
| ---------------------------------------- | ------------------------------ | ------------------------------ | ------------------------------ | ------------------------------ | ------------------------------ | ------------------------------ |
| 1                                        | Владимир Рыжов                 |                                | 1925                           | 1928                           | ВКП(б)                         |                                |
| 2                                        | Дмитрий Сбежнев                |                                | 1927                           | 1928                           | ВКП(б)                         |                                |
| 3                                        | Максим Громилин                |                                | 1928                           | 1930                           | ВКП(б)                         |                                |
| 4                                        | Тимофей Котов                  |                                | июль 1930                      | октябрь 1930                   | ВКП(б)                         |                                |
| 5                                        | Леонов А. Ф.                   |                                | 1930                           | 1931                           | ВКП(б)                         |                                |
| 6                                        | Фёдор Ананченко                |                                | 1931                           | 1933                           | ВКП(б)                         |                                |
| 7                                        | Виктор Конотоп                 |                                | 1933                           | 1935                           | ВКП(б)                         |                                |
| Председатель исполкома городского Совета |                                |                                |                                |                                |                                |                                |
| №                                        | Имя (род-ум)                   | Портрет                        | Поступил на должность          | Покинул должность              | Партия                         |                                |
| 1                                        | Фёдор Старовойтов              |                                | 1937                           | 1945                           | ВКП(б)                         |                                |

### Оккупация (1941—1943)
| Портрет | Имя                          | Название должности                                            | Даты руководства |
| ------- | ---------------------------- | ------------------------------------------------------------- | ---------------- |
|         | Петушков Николай Григорьевич | городской голова (бургомистр, оккупационная городская управа) | 1942             |
|         | Эйхман Андрей Андреевич      | городской голова (бургомистр, оккупационная городская управа) | 1942-1943        |

### Послевоенный период (1945—1991)
| Председатель исполкома городского Совета | Председатель исполкома городского Совета | Председатель исполкома городского Совета | Председатель исполкома городского Совета | Председатель исполкома городского Совета | Председатель исполкома городского Совета | Председатель исполкома городского Совета |
| №                                        | Имя (род-ум)                             | Портрет                                  | Поступил на должность                    | Покинул должность                        | Партия                                   |                                          |
| ---------------------------------------- | ---------------------------------------- | ---------------------------------------- | ---------------------------------------- | ---------------------------------------- | ---------------------------------------- | ---------------------------------------- |
| 1                                        | Фёдор Старовойтов                        |                                          | 1937                                     | 1945                                     | ВКП(б)                                   |                                          |
| 2                                        | Николай Матяс                            |                                          | 1945                                     | 1947                                     | ВКП(б)                                   |                                          |
| 3                                        | Василий Феропонтов                       |                                          | 1947                                     | 1949                                     | ВКП(б)                                   |                                          |
| 4                                        | Георгий Ефименко                         |                                          | 1949                                     | 1953                                     | КПСС                                     |                                          |
| 5                                        | Алексей Бахаев                           |                                          | 1953                                     | 1960                                     | КПСС                                     |                                          |
| 6                                        | Василий Миронов                          |                                          | 1961                                     | 1976                                     | КПСС                                     |                                          |
| 7                                        | Виктор Сомов                             |                                          | 1976                                     | 1978                                     | КПСС                                     |                                          |
| 8                                        | Владимир Спицын                          |                                          | 1978                                     | 1987                                     | КПСС                                     |                                          |
| 9                                        | Георгий Онищук                           |                                          | 1987                                     | 1989                                     | КПСС                                     |                                          |
| 10                                       | Евгений Орлов                            |                                          | 1989                                     | 1990                                     | КПСС                                     |                                          |
| / Председатель Городского совета Донецка |                                          |                                          |                                          |                                          |                                          |                                          |
| №                                        | Имя (род-ум)                             | Портрет                                  | Поступил на должность                    | Покинул должность                        | Партия                                   |                                          |
| 1                                        | Александр Махмудов (1949—2005)           |                                          | 1990                                     | 1992                                     | Либеральная партия                       |                                          |

## Постсоветский период (с 1991)
| Председатель Городского совета Донецка | Председатель Городского совета Донецка                                   | Председатель Городского совета Донецка | Председатель Городского совета Донецка | Председатель Городского совета Донецка | Председатель Городского совета Донецка | Председатель Городского совета Донецка |
| №                                      | Имя (род-ум)                                                             | Портрет                                | Поступил на должность                  | Покинул должность                      | Партия                                 |                                        |
| -------------------------------------- | ------------------------------------------------------------------------ | -------------------------------------- | -------------------------------------- | -------------------------------------- | -------------------------------------- | -------------------------------------- |
| 1                                      | Ефим Звягильский (1933—2021)                                             |                                        | 1992                                   | 1993                                   | Беспартийный                           |                                        |
| Городской голова Донецка               |                                                                          |                                        |                                        |                                        |                                        |                                        |
| №                                      | Имя (род-ум)                                                             | Портрет                                | Поступил на должность                  | Покинул должность                      | Партия                                 |                                        |
| 1                                      | Владимир Рыбак (р. 1946)                                                 |                                        | 1993                                   | 2002                                   | Партия регионов                        |                                        |
| 2                                      | Александр Лукьянченко (р. 1947)                                          |                                        | 31 марта 2002                          | 14 июля 2014                           | Партия регионов                        |                                        |
| …                                      |                                                                          |                                        |                                        |                                        |                                        |                                        |
| —                                      | Константин Савинов (второй заместитель председателя исполкома) (р. 1975) |                                        | 14 июля 2014                           | 14 октября 2014                        | Беспартийный                           |                                        |
| Глава администрации Донецка            |                                                                          |                                        |                                        |                                        |                                        |                                        |
| №                                      | Имя (род-ум)                                                             | Портрет                                | Поступил на должность                  | Покинул должность                      | Партия                                 |                                        |
| 1                                      | Игорь Мартынов (р. 1969)                                                 |                                        | 14 октября 2014                        | 17 октября 2016                        | Донецкая республика                    |                                        |
| 2                                      | Алексей Кулемзин (р. 1974)                                               |                                        | 17 октября 2016                        |                                        | Донецкая республика                    |                                        |